# 日曜・隠れ家ぶんしょう堂
『日曜・隠れ家ぶんしょう堂』（にちよう・かくれがぶんしょうどう）は、2006年4月9日から2012年9月30日まで山陰放送（BSSラジオ）で放送されていたラジオ番組である。
板井文昭がパーソナリティを務めていた日曜午前の音楽番組で、それまで板井が担当していた月曜夜の音楽番組『青春jukeboxぶんしょう堂』（せいしゅんジュークボックスぶんしょうどう）に替わってスタートした。『青春jukebox』はニッポン放送19時台のナイターオフ番組『ショウアップナイターストライク!』と『JA-SSニッポン全国寄り道マップ』の有無によって放送時間が変動したが、本番組は毎週日曜 9:30 - 10:59（日本標準時）で固定されていた。
番組は、フォークソングとニューミュージックを重点的に取り上げていた。また、番組は毎回様々なゲストを招き、彼らにインタビューをする「ぶんしょう堂談話室」のコーナーも設けていた。その合間合間にはニュースも伝えたりと、ワイド番組的な要素も併せ持っていた。